# Bóljov
Bóljov (del ruso: Бóлхов) es una ciudad rusa, capital del raión homónimo en la óblast de Oriol. Está situada sobre el río Nugr (Нугрь), afluente del Oká, a 54 km al sur de Oriol.
En 2023, la ciudad tenía una población de 9359 habitantes. En su territorio no hay pedanías.

## Historia
Bóljov existe desde el siglo XIII. Tras la invasión mongola de Rusia, Bóljov fue la sede de una dinastía de príncipes locales, cuya descendencia puede ser seguida hasta el siglo XIX. En el siglo XVI, Bóljov se convirtió en una de las ciudades fortificadas que defendían el sur de Moscú contra los tártaros. En esta localidad el ejército del zar Basilio IV fue derrotado por la de Dimitri II en 1608. Consiguió el estatus de ciudad en 1778.

## Demografía
| 1897   | 1926   | 1939   | 1959   | 1970   | 1979   | 1989   | 2002   | 2007   |
| ------ | ------ | ------ | ------ | ------ | ------ | ------ | ------ | ------ |
| 20 703 | 17 500 | 12 700 | 11 300 | 13 300 | 13 000 | 13 100 | 12 148 | 12 300 |

## Personalidades nacidas en Bóljov
- Yevgeni Preobrazhenski (1886-1937), revolucionario.